# فیروزه (خراسان رضوی)
فیروزه یا بُزغان مرکز شهرستان فیروزه در استان خراسان رضوی ایران است.
این شهر تا سال ۱۳۸۶ یکی از شهرهای شهرستان نیشابور به‌شمار می‌آمد.

## موقعیت جغرافیایی
فیروزه یکی از شهرستان‌های نیمه شمالی استان خراسان رضوی است. این شهرستان از شمال و شرق به بخش مرکزی شهرستان نیشابور، از جنوب به بخش میان‌جلگه نیشابور، از شمال غربی به بخش سرولایت نیشابور، و از غرب به بخش‌های مرکزی و مشکان شهرستان خوشاب و بخش مرکزی شهرستان سبزوار، محدود می‌گردد این شهرستان بین ۳۶ درجه و ۳ دقیقه تا ۳۶ درجه و ۳۳ دقیقه عرض شمالی و ۵۸ درجه و ۹ دقیقه تا ۵۸ درجه و ۴۱ دقیقه طول شرقی گسترش یافته‌است. مرکز این شهرستان شهر فیروزه است که در ۲۰ کیلومتری شمال غرب شهر نیشابور و ۱۴۵ کیلومتری غرب شهر مشهد، ۱۱۵ کیلومتری جنوب شهر قوچان و ۹۰ کیلومتری شرق شهر سبزوار واقع است. این شهر از سطح دریای آزاد ۱۱۷۰متر ارتفاع دارد. شهرستان فیروزه بر اساس آخرین تقسیمات کشوری در سال ۱۳۸۶ دارای ۱۵۸۶ کیلومتر مربع وسعت و شامل دو بخش مرکزی و بخش طاغنکوه است.

## جمعیت
بر پایه سرشماری عمومی نفوس و مسکن در سال ۱۳۹۵ جمعیت این شهر ۵٬۸۸۴ نفر (در ۱٬۷۴۰ خانوار) بوده‌است.